# Rhomboaspis
Rhomboaspis – wymarły rodzaj chrząszczy z podrzędu wielożernych i rodziny podrywkowatych. Obejmuje tylko jeden wczesnokredowy gatunek, R. laticollis, którego inkluzję znaleziono w bursztynie libańskim.

## Taksonomia
Rodzaj i jego gatunek typowy opisane zostały po raz pierwszy w 2013 roku przez Aleksieja Kowalewa i Aleksandra Kirejczuka na łamach czasopisma „Cretaceous Research”, w publikacji współautorstwa Dany’ego Azara. Opisu dokonano na podstawie pojedynczej inkluzji w bursztynie libańskim, datowanej na późny barrem lub wczesny apt w kredzie. Odnaleziono je w Mdejridż w okolicy Hammany w muhafazie Dżabal Lubnan w Libanie.

## Morfologia
Chrząszcz o wydłużonym, prawie pięciokątnym w zarysie, z wierzchu i od spodu przeciętnie wypukłym ciele długości 2,4 mm i szerokości 1,2 mm. Smoliście brązowy oskórek porastały krótkie i gęste włoski pokładające się oraz wmieszane w nie długie włoski półwzniesione.
Głowa cechowała się lekko zaznaczonym pośrodkowym żeberkiem na wypukłym czole, stosunkowo niewielkimi oczami owalnego kształtu, małą i poprzeczną wargą górną oraz średniej długości czułkami o słabo wyodrębnionych, podługowatych buławkach.
Niespełna dwuipółkrotnie szersze niż dłuższe, prawie trapezowate, najszersze przed długimi i nieco rozszerzonymi tylnymi kątami przedplecze miało dwufalistą krawędź tylną i wyraźne wciski u podstawy. Na jego powierzchni występowały punkty grube i dość gęste oraz punkty drobniejsze i bardzo gęste. Boczne żeberka niemal osiągały przednią krawędź przedtułowia. Nieznacznie szerszą niż dłuższą tarczkę cechowały zaokrąglone boki i prawie ostry wierzchołek. Nieco ponadpółtorakrotnie dłuższe niż razem szerokie, najszersze tuż za nasadą pokrywy miały wąskie i zaokrąglone wierzchołki, wyraźne, wąskie, dość grubo punktowane rzędy, prawie płaskie, bardzo gęsto i bezładnie punktowane międzyrzędy oraz z początku dość szerokie, a w tyle zwężone epipleury. Na hypomerach leżały głębokie, faliste rowki do chowania czułków. Prawie płaskie przedpiersie nie miało wypustki osłaniającej spód głowy na przedzie. Śródpiersie było krótkie, a mezepisternity wąskie. Na dość wypukłym zapiersiu ulokowane były ukośne, lekko zakrzywione rowki do chowania środkowej pary stóp. Odnóża były dość krótkie, o lekko u szczytów rozszerzonych goleniach i chudych stopach.
Odwłok miał na trzech pierwszych spośród widocznych sternitów długie i wąskie rowki do chowania stóp ostatniej pary.